# 女子ワールドカップ (ゴルフ)
ワールドカップ女子ゴルフ大会（Women's World Cup of Golf）とは例年開催される、女子プロゴルファーによる国・地域別対抗の世界大会である。

## 概要
男子プロゴルファーによるワールドカップの女子版として2005年2月に、20カ国40名の女子プロゴルファーによるダブルス戦として創設された。
ゴルフの歴史が長い英国（グレートブリテン及び北部アイルランド連合王国）に対しては第1回からグレートブリテンのイングランド代表・スコットランド代表・ウェールズ代表、北部アイルランドのアイルランド代表の計4代表が出場単位として認められているほか第2回から出場している台湾代表に加えて第4回では中国代表が出場するなど国および地域別の対抗戦となっている。
大会の格式としてはアメリカツアー（USLPGA）および欧州ツアー（LET） のシーズン初戦を兼ねており、女子プロゴルフの世界ランキングであるロレックスランキングの評価対象試合である。
各国における注目度も高く、2008年度には世界17ヶ国のテレビ局が放映した程（日本では、NTV系列が地上波・BS放送を、日テレG+がCS放送を行った）だが、2008年を最後に開催されていない。
しかし2014年からはLPGAが主導するインターナショナル・クラウンとして事実上の復活開催となる予定。

### 開催コース
第1回
南アフリカ共和国西ケープ州ジョージ市ファンコート
ファンコートホテル・アンド・カントリークラブ・エステート（The Links, Fancourt Hotel and Country Club Estate）
6,424ヤード、パー73、設計者はゲーリー・プレーヤー
第2 - 4回
南アフリカ共和国北西州サンシティ
ゲーリー・プレーヤー・カントリークラブ（The Gary Player Country Club）
第2回 6,384ヤード、第3 - 4回 6,466ヤード、パー72、設計者はゲーリー・プレーヤー

### 大会フォーマット・基本ルール
3日間、54ホールのスコア総計で競われる。第4回においては不調選手を好調選手が補い最終日まで各チームが上位逆転の可能性を持てるように、ストロークプレー制の指定日を廃してフォアボール制を採用した。開催曜日は第1 - 4回とも1月ないし2月の週のうち、金曜日から日曜日にかけての3日間が選定されている。

#### 第1 - 2回フォーマット
第1日：フォアボール
各チーム2人ともそれぞれ自分の球を打ち、各ホールごとにスコアの良い選手の球を記録するベストボール・マッチによる競技方式。その18ホール総計が各チームのスコアとなる。
第2日：フォアサム
各チーム2人の選手が、それぞれ1打ずつ交互にプレーする競技方式である。選手Aがティーショットを打てば選手Bがその球をセカンド・ショットとして打ち、それを繰り返す。ティーショットの打順はホールごとに交代するのが一般的だが、ルール上は各チームの任意で決定してよいことになっている。
最終日：ストロークプレー
各チームの両選手が通常通り18ホールをプレーし、2選手の合計スコアをチームのスコアとする。これを2日目までのスコアに合算し、順位決定を行う。

#### 第3回フォーマット
- 第1日：ストロークプレー
- 第2日：フォアサム
- 第3日：フォアボール

#### 第4回フォーマット
- 第1日：フォアボール
- 第2日：フォアサム
- 第3日：フォアボール

### 選手選考法・チーム編成
前年10月第2週初日時点でのロレックスランキング上位8ヶ国籍の最上位選手、アメリカツアー（USLPGA）の上位4カ国籍の最上位選手、欧州ツアー（LET）の上位4カ国籍の最上位選手が属する国・地域がランキング重複を除いた上で出場対象となる。このため本来は16チームが出場対象となるべきところであるが前述の通り英国内4チーム認定、中国・台湾並立などの国・地域対抗の形を取るため実際の出場チーム数は20チーム以上となる。
判定対象の上記3ランキングから重複上位ランキングを除いた上で各国・地域の最上位者がチーム代表権者として指名され、そのチーム代表権者が自国・自地域のパートナー選手を指名する。チーム代表権者がやむを得ない事情で出場辞退する場合には辞退する選手が新たな代表権者を指名し、新たな代表権者がパートナー選手を指名する。
実例としては2008年度の日本代表権者は判定時ロレックスランキング日本最上位の上田桃子であったが上田が出場辞退し2007年度の全英リコーオープン日本人最高位であった佐伯三貴を新代表権者に指名、佐伯がパートナーとして第3回出場実績をもつ諸見里しのぶに参加を説得しチーム編成を行った。
またこの選考方法は英国の4地域を個別の評価対象としながら同じくゴルフ競技人口の多い米国を地域分割せずに1国1チームとしていることなどには賛否両論あるものの、米ツアーや欧州ツアーにおける成績に限らず全世界的評価を行っているロレックスランキングを選定基準に用い前年度上位で活躍した選手の属する国・地域に出場資格を与えるという恣意的要素のない合理的な選定法であると言える。
ゴルフ競技人口の少ない中国は当分の間は同大会への出場はないであろうと見られていたが、2007年度の日本ツアーにおいて新人ながら4勝を挙げた張娜がロレックスランキング上位に入り中国を初出場に導いた。

### 賞金等
賞金は総額140万米ドル、優勝賞金28万米ドル（第4回実績）。各順位の賞金とも、各チームに対して与えられ、それぞれのチーム内で2選手が任意に分配する。通常は参加2選手で均等割りする例がほとんどである。

## 成績

### 歴代優勝国・地域
| 回数  | 開催日程           | 優勝チーム   | 指名選手             | パートナー選手         | 成績 | 第1日 | 第2日 | 第3日 | 総計 | 備考       |
| ----- | ------------------ | ------------ | -------------------- | ---------------------- | ---- | ----- | ----- | ----- | ---- | ---------- |
| 第1回 | 2005年2月11 - 13日 | 日本         | 宮里藍               | 北田瑠衣               | -3   | 68    | 72    | 149   | 289  | -          |
| 第2回 | 2006年1月20 - 22日 | スウェーデン | アニカ・ソレンスタム | リサロッテ・ノイマン   | -7   | 65    | 69    | 147   | 281  | 日本は12位 |
| 第3回 | 2007年1月19 - 21日 | パラグアイ   | フリエタ・グラナダ   | セレステ・トロチェ     | -9   | 139   | 75    | 65    | 279  | 日本は14位 |
| 第4回 | 2008年1月18 - 20日 | フィリピン   | ドロシー・デラシン   | ジェニファー・ロザレス | -18  | 65    | 68    | 65    | 198  | 日本は3位  |

### 大会別成績

#### 第1回成績
| 順位  | 国・地域名       | 指名選手                     | パートナー選手                 | 成績 | 第1日 | 第2日 | 第3日 | 総計 | 備考 |
| ----- | ---------------- | ---------------------------- | ------------------------------ | ---- | ----- | ----- | ----- | ---- | ---- |
| 優勝  | 日本             | 宮里藍                       | 北田瑠衣                       | -3   | 68    | 72    | 149   | 289  | -    |
| 2位T  | 韓国             | 張晶（チャン・ジョン）       | 宋ボベ（ソン・ボベ）           | -1   | 74    | 68    | 149   | 291  | -    |
| 2位T  | フィリピン       | ジェニファー・ロザレス       | ドロシー・デラシン             | -1   | 68    | 77    | 146   | 291  | -    |
| 4位   | スコットランド   | カトリオーナ・マシュー       | ジャニス・ムーディー           | E    | 71    | 69    | 152   | 292  | -    |
| 5位   | オーストラリア   | カリー・ウェブ               | レイチェル・ヘターリントン     | +2   | 68    | 75    | 151   | 294  | -    |
| 6位T  | カナダ           | ドーン・コー=ジョーンズ      | ロリー・ケーン                 | +3   | 66    | 79    | 150   | 295  | -    |
| 6位T  | ウェールズ       | ベッキー・モーガン           | ベッキー・ブルワートン         | +3   | 70    | 74    | 151   | 295  | -    |
| 8位   | メキシコ         | ロレーナ・オチョア           | アルジャンドラ・マーチン・デル | +4   | 69    | 78    | 149   | 296  | -    |
| 9位   | イングランド     | カレン・スタップルズ         | ローラ・デービース             | +5   | 69    | 74    | 154   | 297  | -    |
| 10位T | イタリア         | ジュリア・サルガス           | ディアナ・ルナ                 | +6   | 66    | 75    | 157   | 298  | -    |
| 10位T | スペイン         | アナ・バラン・サンチェス     | ポーラ・マルティ・サンブラーノ | +6   | 71    | 79    | 148   | 298  | -    |
| 12位  | 南アフリカ共和国 | アスリ・シモン               | ローレッタ・マリッツ           | +7   | 73    | 75    | 151   | 299  | -    |
| 13位  | フィンランド     | ミネア・ブルムキスト         | リカ・ハッカライネン           | +8   | 71    | 77    | 152   | 300  | -    |
| 14位  | アメリカ合衆国   | メグ・マロン                 | ベス・ダニエル                 | +9   | 69    | 74    | 158   | 301  | -    |
| 15位  | フランス         | パトリシア・モニエ・リュブク | ステファニー・アリコ           | +12  | 73    | 77    | 154   | 304  | -    |
| 16位  | スウェーデン     | カリン・コーク               | ソフィー・グスタフソン         | +13  | 68    | 79    | 158   | 305  | -    |
| 17位  | マレーシア       | スー=エ・リム                | シディー・リー                 | +18  | 74    | 79    | 157   | 310  | -    |
| 18位  | ニュージーランド | リネット・ブルーキー         | ジャイナ・スコット             | +22  | 72    | 78    | 164   | 314  | -    |
| 19位  | ドイツ           | マルティナ・イベル           | エリザベト・イスタール         | +29  | 72    | 88    | 161   | 321  | -    |
| 20位  | オーストリア     | ナターシャ・フィンク         | ティナ・シニバーガー           | +33  | 74    | 81    | 170   | 325  | -    |

#### 第2回成績
| 順位  | 国・地域名       | 指名選手                       | パートナー選手           | 成績 | 第1日 | 第2日 | 第3日 | 総計 | 備考 |
| ----- | ---------------- | ------------------------------ | ------------------------ | ---- | ----- | ----- | ----- | ---- | ---- |
| 優勝  | スウェーデン     | アニカ・ソレンスタム           | リサロッテ・ノイマン     | -7   | 65    | 69    | 147   | 281  | -    |
| 2位   | スコットランド   | カトリオーナ・マシュー         | ジャニス・ムーディー     | -4   | 70    | 73    | 141   | 284  | -    |
| 3位   | ウェールズ       | ベッキー・モーガン             | ベッキー・ブルワートン   | E    | 70    | 70    | 148   | 288  | -    |
| 4位   | アメリカ合衆国   | ポーラ・クリーマー             | ナタリー・ガルビス       | +1   | 68    | 75    | 146   | 289  | -    |
| 5位   | 韓国             | ミーナ・リー                   | 宋ボベ（ソン・ボベ）     | +2   | 65    | 72    | 153   | 290  | -    |
| 6位   | コロンビア       | マリサ・バエナ                 | クリスティーナ・バエナ   | +3   | 69    | 69    | 153   | 291  | -    |
| 7位T  | フィンランド     | ミネア・ブルムキスト           | リカ・ハッカライネン     | +4   | 69    | 69    | 154   | 292  | -    |
| 7位T  | 南アフリカ共和国 | ロレッティ・マルティス         | アシュリー・シモン       | +4   | 69    | 77    | 146   | 292  | -    |
| 9位T  | オーストラリア   | シャニ・ワウ                   | レイチェル・ヘザリントン | +6   | 72    | 77    | 145   | 294  | -    |
| 9位T  | ドイツ           | ミリアム・ナギル               | アニア・モンケ           | +6   | 70    | 72    | 152   | 294  | -    |
| 11位  | イタリア         | シルビア・カバレリ             | ヴェロニカ・ゾルジ       | +7   | 73    | 74    | 148   | 295  | -    |
| 12位  | 日本             | 宮里藍                         | 横峯さくら               | +8   | 73    | 74    | 149   | 296  | -    |
| 13位  | フランス         | クレディ・ノセラ               | カリン・イシャア         | +10  | 72    | 74    | 152   | 298  | -    |
| 14位T | ブラジル         | キャンディ・ヘンマン           | ルシアナ・ベンベヌッティ | +11  | 72    | 77    | 150   | 299  | -    |
| 14位T | 台湾             | エミー・ハン                   | ユー・ピン・リン         | +11  | 67    | 77    | 155   | 299  | -    |
| 16位  | イングランド     | ローラ・デービース             | クリスティ・タイラー     | +13  | 71    | 78    | 152   | 301  | -    |
| 17位T | カナダ           | ローリー・ケーン               | A.J.イーソーン           | +14  | 70    | 75    | 157   | 302  | -    |
| 17位T | スペイン         | ポーラ・マルティ・サンブラーノ | マルタ・プリエト         | +14  | 69    | 74    | 159   | 302  | -    |
| 19位  | フィリピン       | ドロシー・デラシン             | リア・キアゾン           | +17  | 71    | 82    | 152   | 305  | -    |
| 20位  | ニュージーランド | リネッテ・ブルーキー           | ジーナ・スコット         | +18  | 69    | 82    | 155   | 306  | -    |

#### 第3回成績
| 順位  | 国・地域名       | 指名選手                     | パートナー選手                           | 成績 | 第1日 | 第2日 | 第3日 | 総計 | 備考 |
| ----- | ---------------- | ---------------------------- | ---------------------------------------- | ---- | ----- | ----- | ----- | ---- | ---- |
| 優勝  | パラグアイ       | フリエタ・グラナダ           | セレステ・トロチェ                       | -9   | 139   | 75    | 65    | 279  | -    |
| 2位   | アメリカ合衆国   | ジュリ・インクスター         | パット・ハースト                         | -2   | 149   | 70    | 67    | 286  | -    |
| 3位   | 韓国             | 金英（キム・ヨン）           | 申智愛（シン・ジエ）                     | -1   | 143   | 77    | 67    | 287  | -    |
| 4位T  | イタリア         | ペロニカ・ゾルジ             | ジュリア・セルガス                       | +1   | 145   | 73    | 71    | 289  | -    |
| 4位T  | スコットランド   | マイリ・マッケイ             | ジャニス・ムーディー                     | +1   | 145   | 76    | 68    | 289  | -    |
| 6位   | オーストラリア   | ニッキー・ギャレット         | リンゼイ・ライト                         | +3   | 148   | 74    | 69    | 291  | -    |
| 7位   | 台湾             | エミー・ハン                 | ユー・ピンリン                           | +5   | 150   | 77    | 66    | 293  | -    |
| 8位   | ウェールズ       | ベッキー・モーガン           | ベッキー・ドーン・ブルワートン           | +6   | 148   | 78    | 68    | 294  | -    |
| 9位   | イングランド     | ローラ・デービース           | トリシュ・ジョンソン                     | +7   | 154   | 74    | 67    | 295  | -    |
| 10位T | フィンランド     | リーカ・ハッカライネン       | ジェニー・リリアン・クオサ               | +8   | 150   | 72    | 74    | 296  | -    |
| 10位T | ニュージーランド | リネッテ・テレサ・ブルッキー | エリザベス・モーガン・マッキノン         | +8   | 146   | 77    | 73    | 296  | -    |
| 12位  | ブラジル         | キャンディ・ハネマン         | マルシア・プリシア・リダ                 | +9   | 154   | 72    | 71    | 297  | -    |
| 13位  | フランス         | グラディス・ノセラ           | ステファニー・アリノー                   | +11  | 157   | 73    | 69    | 299  | -    |
| 14位T | デンマーク       | カレン・マーガレット・ユール | イベン・ティニング                       | +12  | 149   | 83    | 68    | 300  | -    |
| 14位T | 日本             | 上田桃子                     | 諸見里しのぶ                             | +12  | 155   | 78    | 67    | 300  | -    |
| 16位T | 南アフリカ共和国 | ローレッテ・マリツ           | アシェリー・サイモン                     | +13  | 157   | 78    | 66    | 301  | -    |
| 16位T | スペイン         | アナ・ペレン・サンチェス     | タニア・エロセギ・マヨール               | +13  | 157   | 78    | 66    | 301  | -    |
| 18位  | スウェーデン     | カリン・コーク               | ヘレン・クリスティーヌ・アルフレッドソン | +20  | 157   | 81    | 70    | 308  | -    |
| 19位T | ドイツ           | デニス・シモン               | アーニャ・モンケ                         | +25  | 165   | 73    | 75    | 313  | -    |
| 19位T | ノルウェー       | スサン・ペテルセン           | マリアンネ・スカルプノル                 | +25  | 160   | 75    | 78    | 313  | -    |
| 21位  | 北アイルランド   | レベッカ・コークリー         | ヘーゼル・カバナー                       | +27  | 160   | 80    | 75    | 315  | -    |
| 22位  | ケニア           | ローズ・ナリアカ             | ジェーン・ニョロゲ                       | +51  | 169   | 91    | 79    | 339  | -    |

#### 第4回成績
| 順位  | 国・地域名       | 指名選手                       | パートナー選手                 | 成績 | 第1日 | 第2日 | 第3日 | 総計 | 備考 |
| ----- | ---------------- | ------------------------------ | ------------------------------ | ---- | ----- | ----- | ----- | ---- | ---- |
| 1位   | フィリピン       | ドロシー・デラシン             | ジェニファー・ロザレス         | -18  | 65    | 68    | 65    | 198  | -    |
| 2位   | 韓国             | 申智愛（シン・ジエ）           | 池恩熹（チ・ウニ）             | -16  | 61    | 72    | 67    | 200  | -    |
| 3位T  | 日本             | 佐伯三貴                       | 諸見里しのぶ                   | -13  | 66    | 72    | 65    | 203  | -    |
| 3位T  | 台湾             | アミ―・ハン                    | 魏筠潔（ウェイ・ユンジェ）     | -13  | 66    | 69    | 68    | 203  | -    |
| 5位   | フランス         | グラディ・ノセラ               | バルジン・ラゴッテ=クラマン    | -11  | 62    | 76    | 67    | 205  | -    |
| 6位T  | カナダ           | ローリー・ケーン               | アレナ・シャープ               | -10  | 64    | 73    | 69    | 206  | -    |
| 6位T  | 南アフリカ共和国 | ローレッテ・マリツ             | アシェリー・サイモン           | -10  | 68    | 72    | 66    | 206  | -    |
| 6位T  | ウェールズ       | ベッキー・モーガン             | ベッキー・ドーン・ブルワートン | -10  | 67    | 71    | 68    | 206  | -    |
| 9位   | パラグアイ       | フリエタ・グラナダ             | セレステ・トロチェ             | -9   | 66    | 73    | 68    | 207  | -    |
| 10位T | スコットランド   | カトリオーナ・マシュー         | マーリ・マッケイ               | -8   | 68    | 73    | 67    | 208  | -    |
| 10位T | アメリカ合衆国   | ジュリ・インクスター           | パット・ハースト               | -8   | 65    | 76    | 67    | 208  | -    |
| 12位T | ブラジル         | キャンディ・ハネマン           | アンジェラ・パク               | -6   | 68    | 73    | 69    | 210  | -    |
| 12位T | 中国             | 張娜（チャン・ナ）             | 王純（ワン・チュン）           | -6   | 67    | 75    | 68    | 210  | -    |
| 14位  | スウェーデン     | ソフィー・グスタフソン         | マリア・ヒョース               | -4   | 65    | 77    | 70    | 212  | -    |
| 15位  | イングランド     | カースティ・テーラー           | トリシュ・ジョンソン           | -3   | 67    | 76    | 70    | 213  | -    |
| 16位T | イタリア         | シルビア・キャバレッティ       | ディアナ・ルナ                 | +1   | 73    | 76    | 68    | 217  | -    |
| 16位T | スペイン         | ポーラ・マルティ・サンブラーノ | タニア・エロセギ・マヨール     | +1   | 69    | 79    | 69    | 217  | -    |
| 18位T | オーストラリア   | ニコル・マリー・ギャレット     | リンゼイ・ライト               | +2   | 68    | 78    | 72    | 218  | -    |
| 18位T | ドイツ           | ベッティーナ・ホーツ           | マルティナ・アーバール         | +2   | 69    | 78    | 71    | 218  | -    |
| 20位  | インド           | イリーナ・ブラ                 | シミ・マハラ                   | +13  | 70    | 84    | 75    | 229  | -    |